# サンレーモ・トロリーバス
サンレーモ・トロリーバスは、かつてイタリアの都市・サンレーモに存在したトロリーバス。1942年に開通以降、サンレーモや近隣地域を結ぶ公共交通機関として活躍したが、2020年代前半までに運行を停止し、2024年以降施設の撤去が進められている。

## 歴史
1930年代、当時サンレーモ市内で路面電車を運営していたサンレーモ海岸電気軌道（Tranvie Elettriche Sanremo – Litorale）、通称「STEL」は、施設の更新が必要な時期が訪れた他、線形条件により輸送力増強が困難であった路面電車に代わり、当時の最新鋭の交通機関であったトロリーバスを導入する旨を決定した。その中には郊外地域へ向かう区間も含まれており、トロリーバスの導入を推奨したフィアットに発注した車両には長距離輸送に適したものも含まれていた。最初の区間が開通したのは第二次世界大戦中の1942年4月21日で、同時に社名をリグーリア電気輸送会社（Società Trasporti Elettrici Liguri、STEL）に改めた。
その後、第二次世界大戦下の情勢下で建設計画に遅れが生じ、一部区間は完成する事が無かったものの、1951年までに全長29 km・3系統の路線が開通し、1948年まで残存した路面電車を置き換えた。以降は車両の増備が続いた他、1960年代には路面電車の車庫を転用した場所から新たな車庫への移転が実施された。それ以降は車両や施設の更新が途絶えたものの、1980年代初頭にはフィアットが開発した新型トロリーバスの試作車や他都市からの転属車両が導入された。そして、1984年にSTELからトロリーバス事業を買収したリヴィエラ・トランスポルティ（Riviera Trasporti）はSTEL時代の近代化計画を本格的に遂行し、多数の新型車両を導入した事で、1990年代初頭までに旧型車両の置き換えが完了した。
だが、それ以降の近代化は停滞し、2007年から運行を開始したポーランド・ソラリス製のノンステップ車両であるトロリーノ12を最後に新型車両の導入は停止した。また、施設の更新も行われない状態が続き、2021年時点で運行されていたのはサンレーモ市内の系統とヴェンティミーリアまで向かう都市間系統のみとなり、双方ともトロリーバスの運行本数は大幅に減少していた。一方で2000年代には鉄道路線の廃線跡を利用した新規のトロリーバスが検討された他、2020年代初頭にも架線の昇圧、充電池を備えたトロリーバス車両の導入を含めた大規模な更新計画が立てられた。しかし、双方とも実現する事は無く、リヴィエラ・トランスポルティ自体の財政難もあり、2021年8月に市内系統の運行が中止され、最後まで残された都市間系統についても2022年までに運行が停止した。
その後もトロリーバスの架線を始めとした施設は残されたが、架線の落下といった事故が発生した事もあり、2024年2月以降施設の撤去が進められている。

## 車両

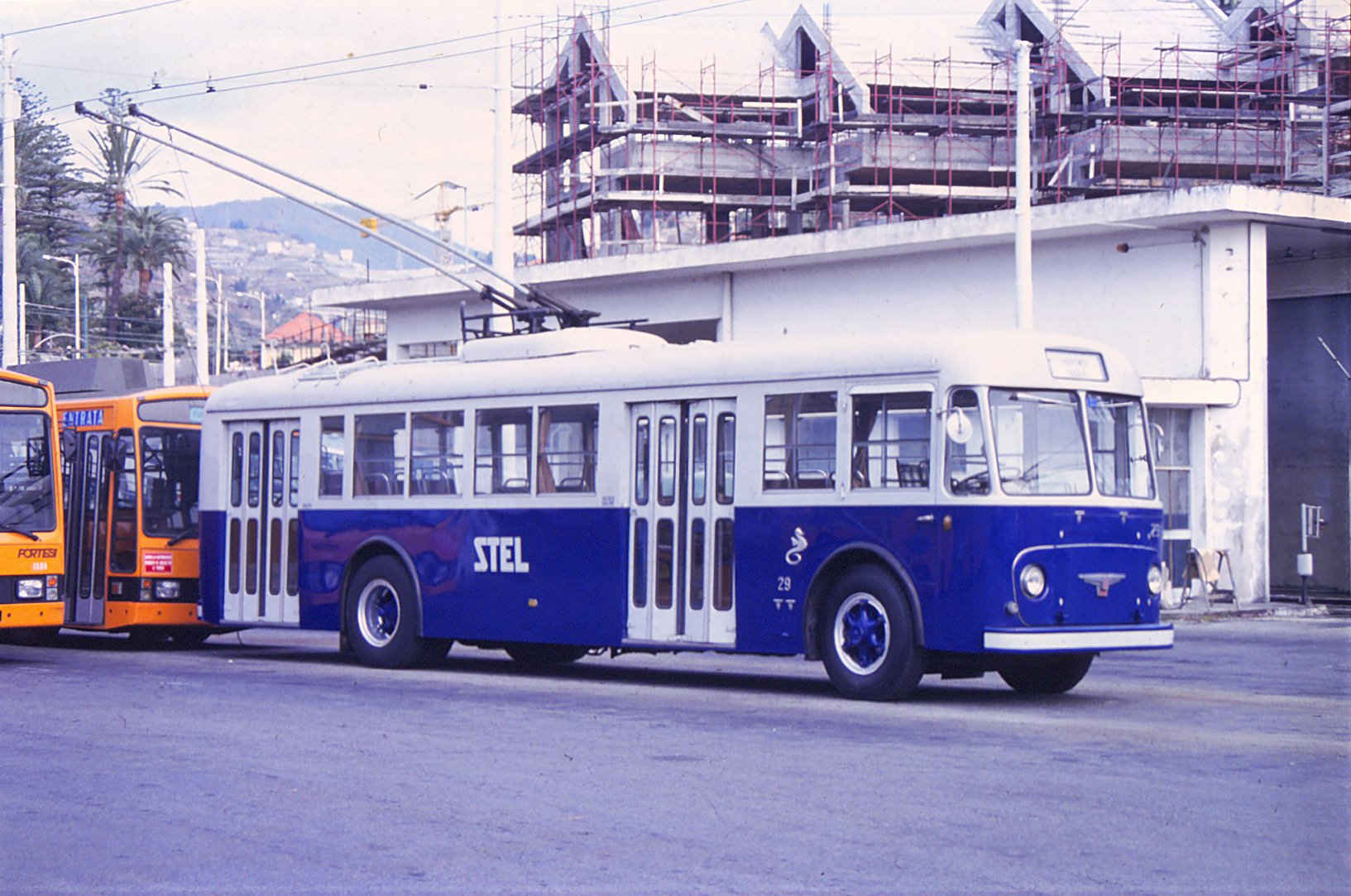
29 1957年製、動態保存車両 （1988年撮影）
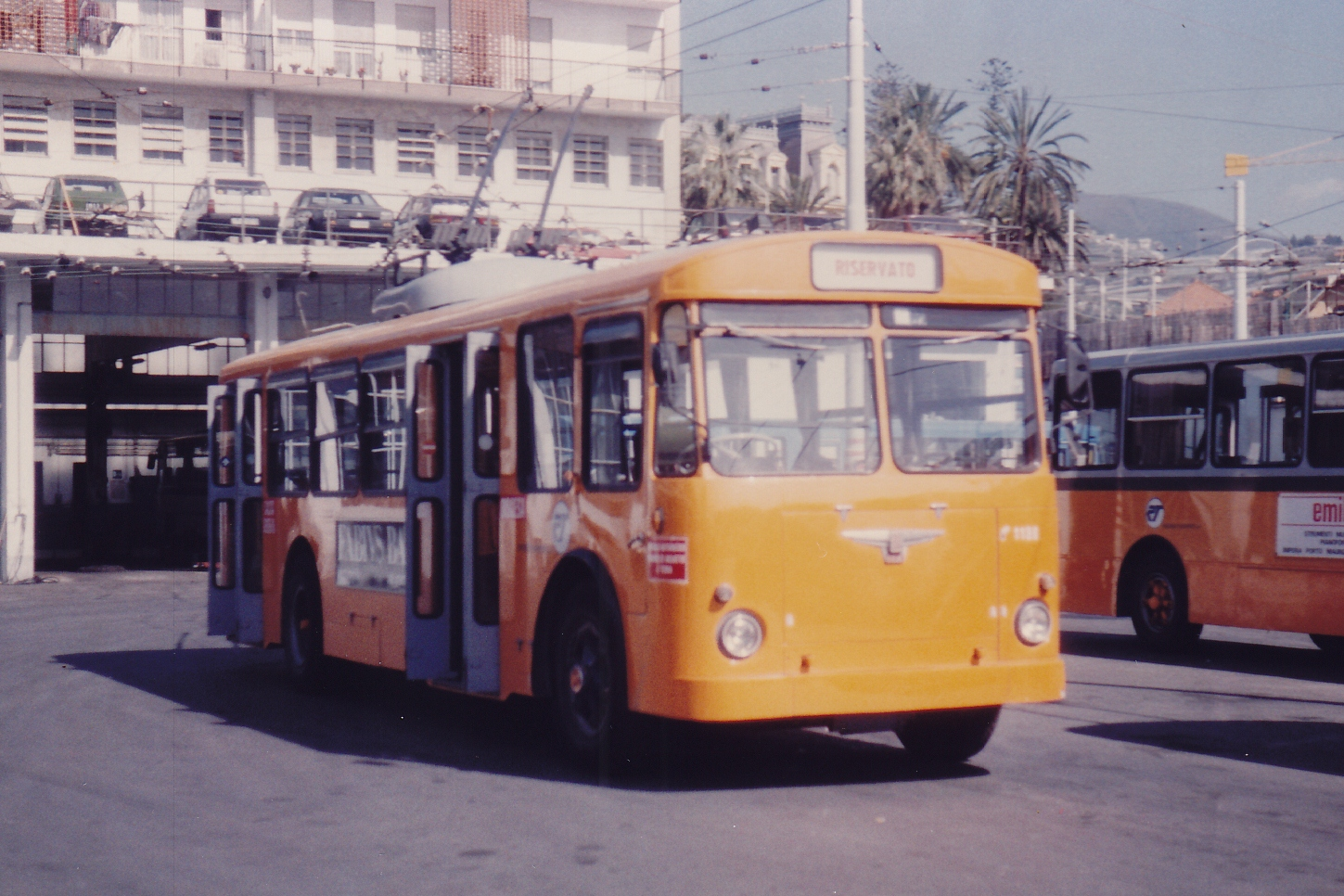
1133 1964年製のフィアット製車両 （1987年撮影）
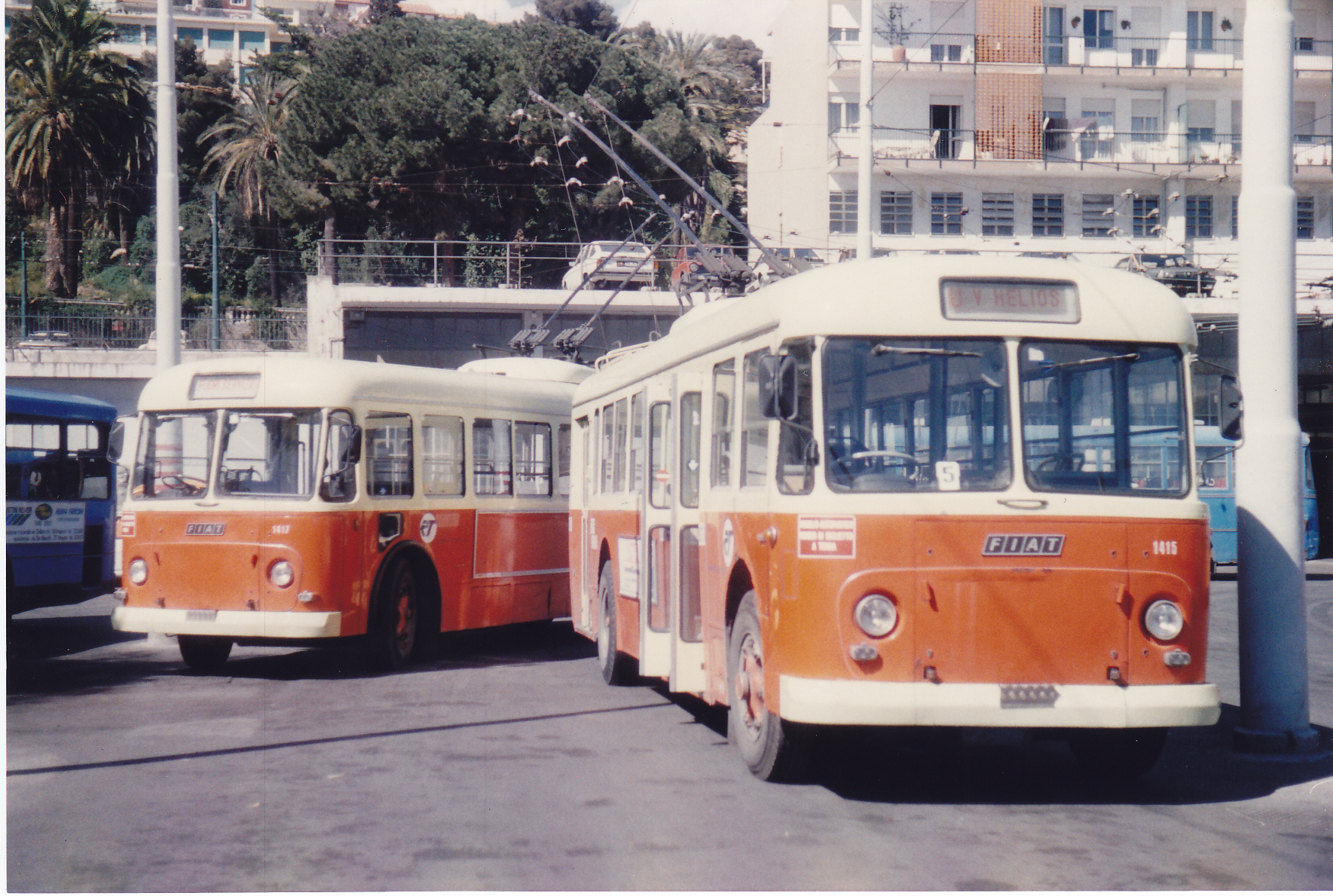
1417（左）、1415（右） 廃止されたトロリーバス路線からの譲渡車両 （1987年撮影）
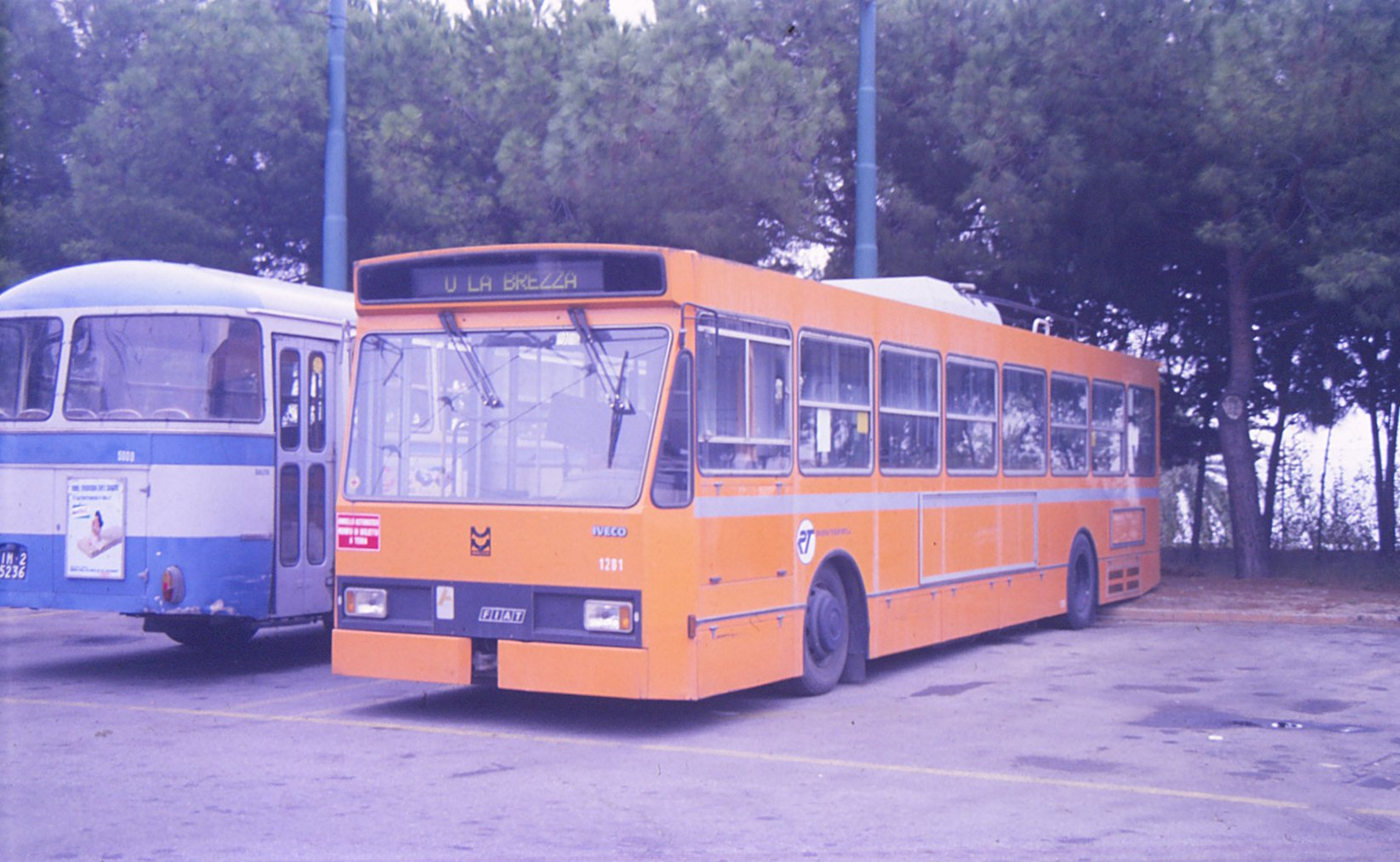
1201 1981年に導入されたフィアット製の試作車 （1988年撮影）
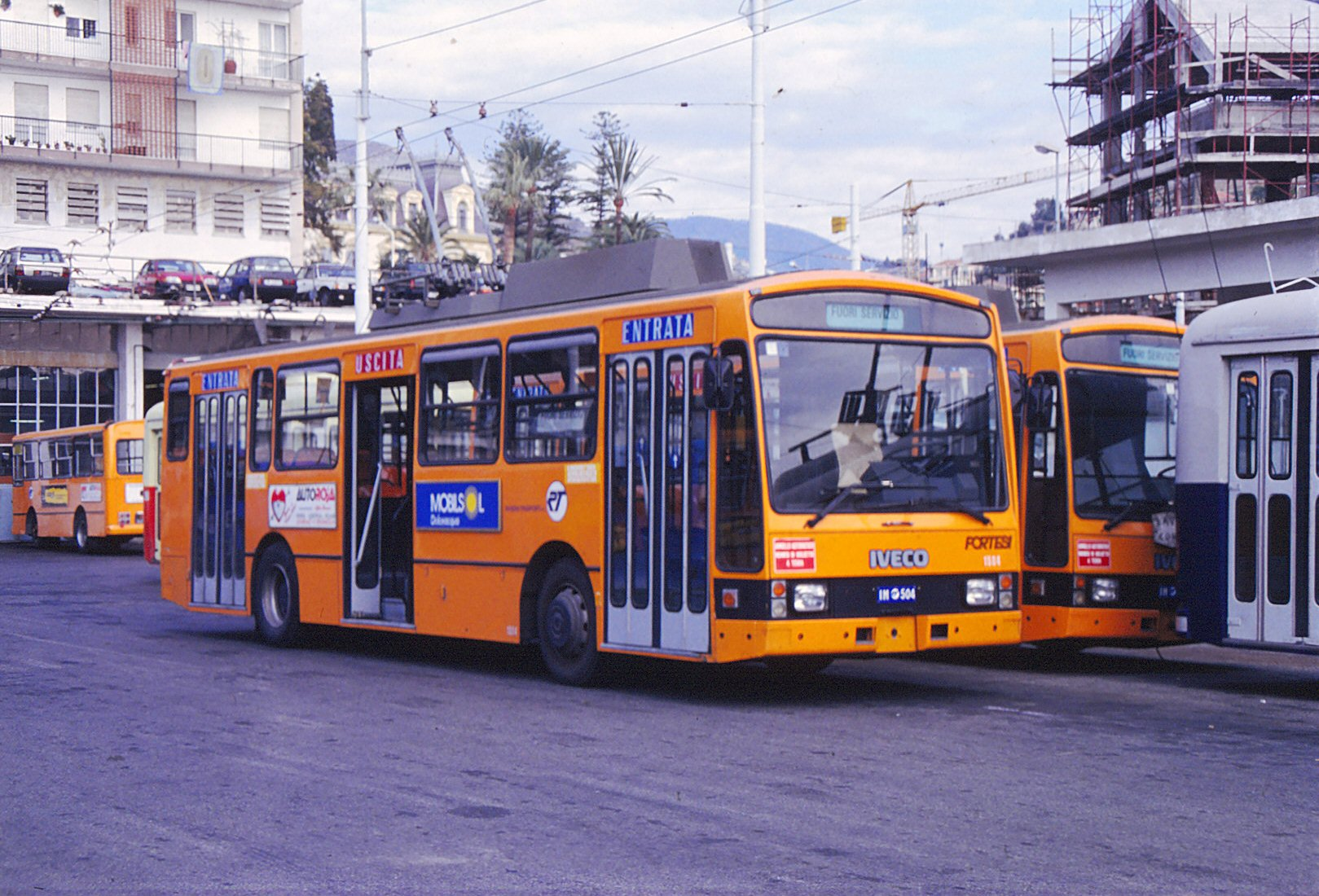
1504 1985年製のイヴェコ製車両 （1988年撮影）
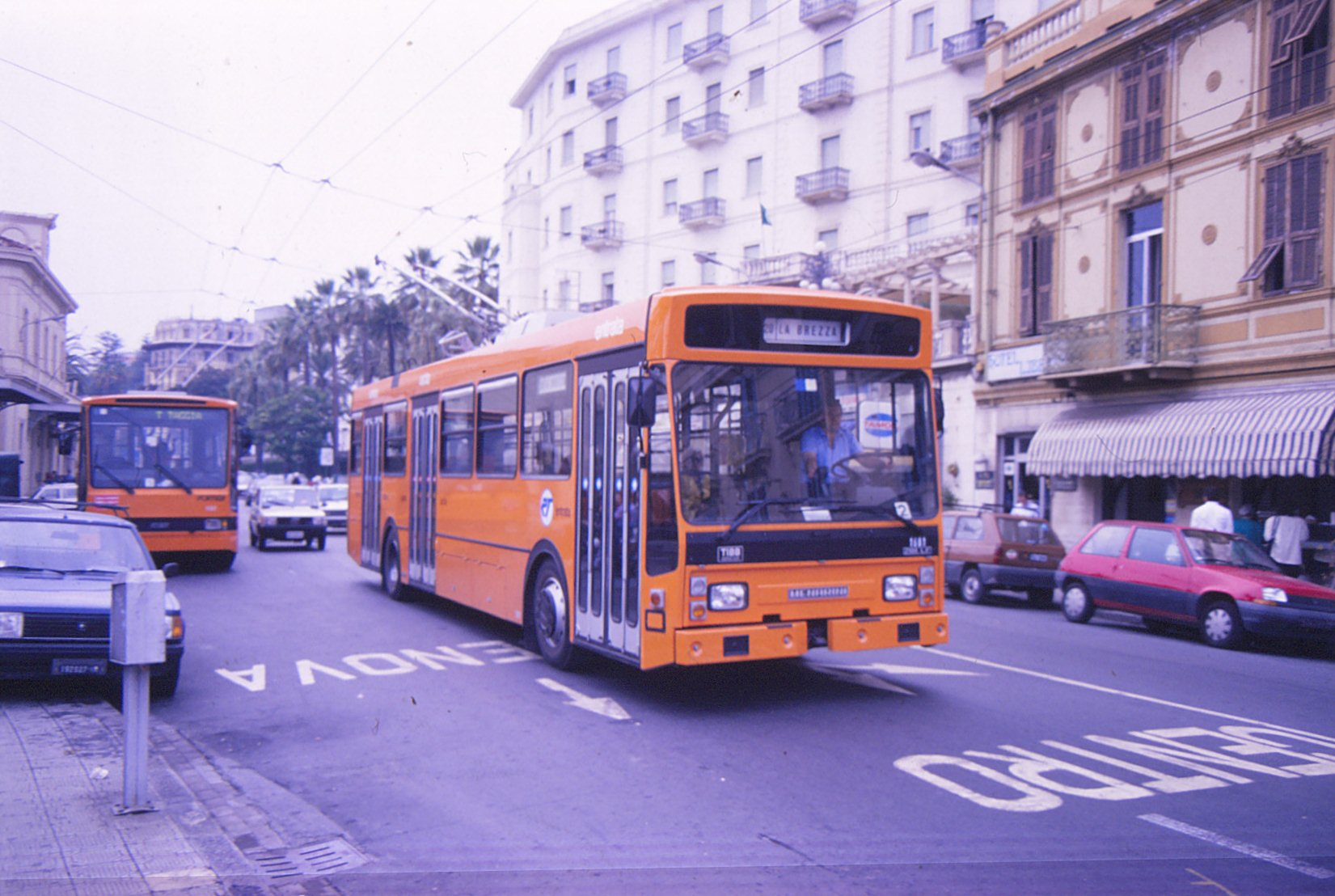
1601 1988年に導入されたメナリニ（イタリア語版）製のトロリーバス車両 （1988年撮影）
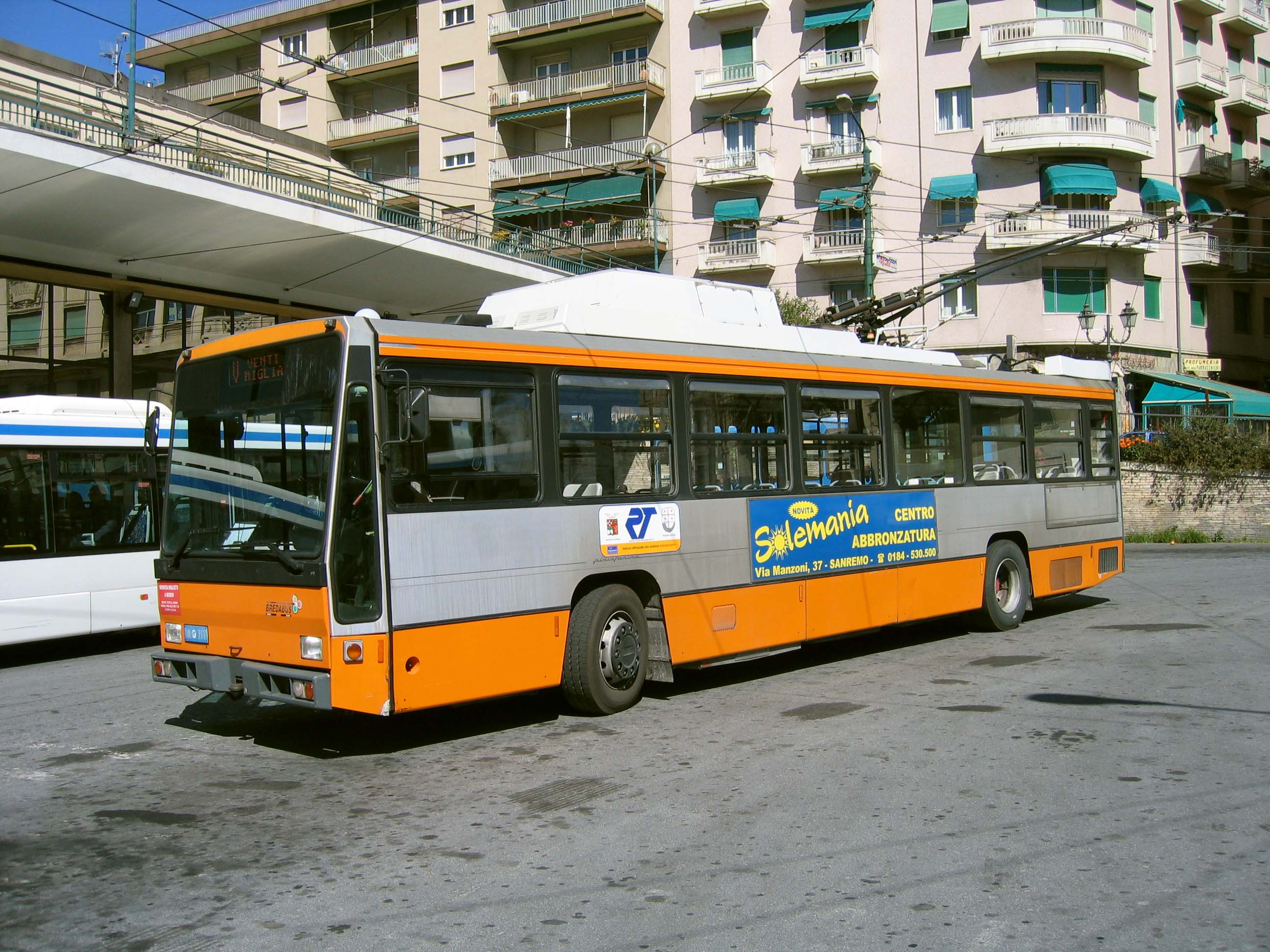
1711 1991年製のブレーダ製の車両 （2006年撮影）
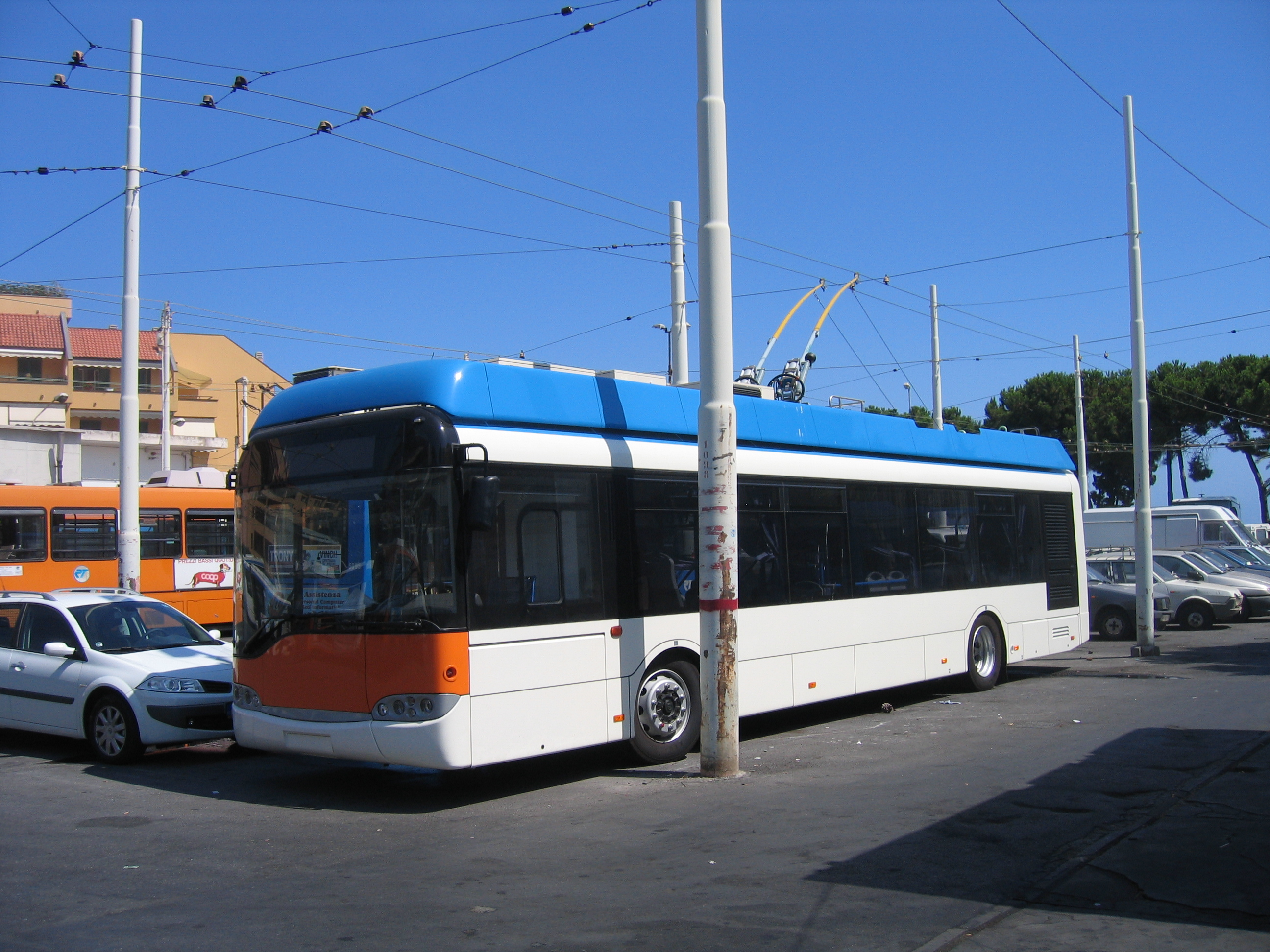
1800 ポーランド・ソラリス製のノンステップ車両 （2007年撮影）